# 陈丙珍
陈丙珍（1936年5月5日—），女，江苏无锡人，化工系统工程专家，中国工程院院士，清华大学化工系教授。

## 履历[1]
- 1962年，于莫斯科门捷列夫化工学院获得副博士学位。
- 2005年，当选中国工程院院士。